# Täler von Oberem Main, Unterer Rodach und Steinach
Täler von Oberem Main, Unterer Rodach und Steinach este o arie protejată (arie de protecție specială avifaunistică — SPA) din Germania întinsă pe o suprafață de 3.216,89 ha, integral pe uscat.

## Localizare
Centrul sitului Täler von Oberem Main, Unterer Rodach und Steinach este situat la coordonatele 50°10′46″N 11°11′59″E / 50.1794°N 11.1997°E.

## Înființare
Situl Täler von Oberem Main, Unterer Rodach und Steinach a fost declarat arie de protecție specială avifaunistică în septembrie 2006 pentru a proteja 40 de specii de animale.

## Biodiversitate
Situată în ecoregiunea continentală, aria protejată nu include niciun habitat protejat.
La baza desemnării sitului se află mai multe specii protejate de  păsări (40): lăcar mare (Acrocephalus arundinaceus), lăcar-de-rogoz (Acrocephalus schoenobaenus), lăcar-de-lac (Acrocephalus scirpaceus), fluierar de munte (Actitis hypoleucos), pescăruș albastru (Alcedo atthis), rață lingurar (Anas clypeata), rață cârâitoare (Anas querquedula), Anas strepera strepera, Ardea cinerea cinerea, rață-cu-cap-castaniu (Aythya ferina), buhai de baltă (Botaurus stellaris stellaris), Charadrius dubius curonicus, barză albă (Ciconia ciconia ciconia), erete de stuf (Circus aeruginosus), prepeliță (Coturnix coturnix), cristeiul de câmp (Crex crex), egretă albă (Egretta alba), presură sură (Emberiza calandra), șoimul rândunelelor (Falco subbuteo), becațină comună (Gallinago gallinago), sfrâncioc roșiatic (Lanius collurio), grelușelul-de-tufiș (Locustella fluviatilis), privighetoare (Luscinia megarhynchos), Luscinia svecica cyanecula, gaia neagră (Milvus migrans), gaia roșie (Milvus milvus), codobatura galbenă (Motacilla flava), grangur (Oriolus oriolus), viespar (Pernis apivorus), codroșul de pădure (Phoenicurus phoenicurus), Podiceps cristatus cristatus, cresteț pestriț (Porzana porzana), Rallus aquaticus aquaticus, pițigoi-pungar (Remiz pendulinus), lăstun de mal (Riparia riparia), mărăcinar (Saxicola rubetra), turturică (Streptopelia turtur), silvie de câmp (Sylvia communis), Tachybaptus ruficollis ruficollis, nagâț (Vanellus vanellus).
Pe lângă speciile protejate, pe teritoriul sitului au mai fost identificate 1 specie de păsări.